# Resistencia total (libro)
Resistencia total, publicado originalmente en alemán como Der totale Widerstand: Eine Kleinkriegsanleitung für Jedermann (Resistencia total: Un manual de guerra de guerrillas para todos) es un manual de guerra de guerrillas de siete volúmenes.
Fue escrito en 1957 por el oficial del ejército suizo Hans von Dach para preparar a la población suiza para una ocupación del país por parte de las fuerzas del Pacto de Varsovia, una eventualidad entonces considerada posible en el contexto de la Guerra Fría. El libro ha sido reeditado como traducciones pirateadas en docenas de idiomas en numerosos países en el extranjero, y en particular fue utilizado por grupos terroristas de izquierda en las décadas de 1960 y 1970.

## Publicación
Der totale Widerstand fue publicado por primera vez en 1957 en siete volúmenes por la Asociación Suiza de Suboficiales (Schweizer Unteroffiziersverband, SUOV) con la intención de difundirlo ampliamente entre la población suiza. El libro fue un éxito comercial, se reimprimió cinco veces y se vendió por decenas de miles, especialmente en Alemania Occidental y Austria. Se convirtió, con mucho, en el más conocido de los más de cien trabajos de von Dach sobre tácticas militares.

## Contenido
El libro es un manual para la guerra irregular contra una fuerza de ocupación, destinado a ser utilizado por civiles en lugar de soldados. Supone una forma de resistencia irregular que no involucra armas más pesadas que las de la infantería ligera: fusiles, granadas de mano y minas.
Los temas tratados en el primer volumen incluyen:
- los fundamentos operativos, tácticos, técnicos y psicológicos de la guerra de guerrillas, como el sabotaje, el asesinato y la conducta bajo tortura,
- el establecimiento, organización y mando de unidades de guerra de guerrillas y movimientos de resistencia civil,
- métodos enemigos de reprimir y combatir la guerra de guerrillas.

Los otros volúmenes describen la fabricación y uso de armas básicas: armas químicas (vol. 2), la metralleta Partisan de 9 mm (vol. 3), la pistola TARN (vol. 4), artefactos explosivos improvisados (vol. 5), el supresor de ruido TELL (vol. 6) y granadas de mano (vol. 7). Concluye con las palabras: «¡Mejor morir de pie que vivir de rodillas!».
Debido a que el libro se basa en la conducta de las fuerzas de ocupación de la Segunda Guerra Mundial (la Alemania nazi y la Unión Soviética), la mayor parte de su contenido ya no es política y técnicamente aplicable a principios del siglo XXI. Sin embargo, algunas de las instrucciones de von Dach siguen siendo relevantes para los conflictos actuales, como sabotear la infraestructura, construir barricadas, fabricar y usar dispositivos incendiarios u ocultar armas y municiones.

## Recepción

### En Suiza
Si bien fue popular entre el cuerpo de oficiales de la milicia, el libro no fue bien recibido por los líderes superiores del Ejército, quienes favorecían una política de defensa basada en armas combinadas convencionales y guerra mecanizada en lugar de guerra irregular. En 1974, el jefe del Estado Mayor vetó la publicación de Resistencia total como manual del ejército, en parte debido a la preocupación de que propugnaba una conducta que violaba las leyes de la guerra. Cuando el ejército suizo estableció una organización secreta de apoyo, P-26, en la década de 1970, se concibió como una estructura dirigida por cuadros de arriba hacia abajo en lugar del amplio movimiento de resistencia civil descentralizado imaginado por von Dach.
No obstante, el libro sigue formando parte del plan de estudios de la Academia Militar del Ejército Suizo en la ETH de Zúrich como uno de los «clásicos de la historia de la estrategia y la teoría de la guerra».

### En el extranjero
El libro pronto tuvo un éxito inesperado en el extranjero. En 1965, las fuerzas especiales de los Estados Unidos publicaron una traducción no autorizada titulada Resistencia total: Guía del ejército suizo para la guerra de guerrillas y las operaciones clandestinas. Se siguieron publicando otras traducciones pirateadas en docenas de idiomas en países que van desde Angola hasta Vietnam. En la Unión Soviética, el libro fue ridiculizado como «tonterías» en un artículo periodístico de 1984.
Resistencia total se hizo notablemente popular como manual de instrucciones para varios grupos terroristas de izquierda activos en las décadas de 1960 y 1970. Según informes de la policía suiza y europea de la época, tuvo una amplia difusión en los círculos militantes de izquierda y sus tácticas se utilizaron en atentados con bomba en Tirol del Sur, Nueva York y Frankfurt, así como en disturbios en París. Por ejemplo, en Italia, la editorial Savelli incluyó parte del libro en un manual guerrillero político de izquierda, In caso di golpe. Manuale teorico-pratico per il cittadino di resistenza totale e di guerra di popolo di guerriglia e di controguerriglia, en 1975.
En Finlandia, el libro fue traducido como Vastarintaopas por Pertti Riutta de la organización derechista Itsenäisyyden Puolesta en 1981. El libro estaba destinado a ser entregado a personas de confianza para prepararse para una posible invasión soviética. Fue impreso en secreto por la agencia de inteligencia francesa DGSE. Solo se entregaron diez antes de que los funcionarios finlandeses confiscaran los libros y Riutta y uno de sus asociados fueran acusados de espionaje contra la Unión Soviética para Francia.
En Alemania, el libro se encontró a menudo en registros policiales, incluso con miembros de la Fracción del Ejército Rojo. Desde 1988, Resistencia total ha sido el único libro suizo cuya distribución está restringida en Alemania porque está catalogado por el Departamento Federal de Medios Nocivos para los Jóvenes como «propicio para confundir la ética social de niños y jóvenes, y para promover su inclinación a la violencia».